# Bola Atlântida
Bola Atlântida (anteriormente conhecido como Bola nas Costas), foi um programa de rádio brasileiro transmitido de Porto Alegre pela Rádio Atlântida para todo o Rio Grande do Sul e, de 2010 em diante, a rede em Santa Catarina teve sua edição própria. O programa, do gênero esportivo e humorístico, originalmente começava às 13h e ia até às 14h, de segunda à sexta. Em sua segunda fase, foi feito um programa piloto das 20h às 21h em uma segunda-feira. Nos últimos anos, ele ia ao ar das 20h às 21h, todas as segundas.

## História

### Primeira fase
O programa surgiu em 2006 como Bola nas Costas, porém teve uma pausa em sua veiculação no início de 2007 e recomeçou em maio deste ano.
Seus integrantes eram Marcos Piangers, o âncora do programa; Paula Alvim, jornalista e produtora da Rádio Gaúcha; Everton Cunha (Mister Pi), radialista gremista; Luciano Costa, radialista gremista; Eron Dal Molin, radialista colorado; e Luciano Lopes (L. Potter), radialista e apresentador de TV colorado.
Posteriormente, Iglenho Burtet Bernardes (Porã) entrou em lugar de Luciano Costa. Durante as férias de integrantes colorados, Gérson Pont também participou do programa.

### Segunda fase
Na segunda fase do programa, que iniciou-se no dia 14 de maio de 2007, mudaram a maioria dos integrantes. Desde 2012, o programa é composto por Marcos Piangers (âncora); Ramiro Ruschel (repórter, comentarista das notícias); Everton Cunha (Mister Pi) e Duda Garbi (parte gremista); L. Potter e Rafael Malenotti (parte colorada). Eventualmente com outras personalidades. Arthur Gubert é o âncora nos dias de férias do Piangers.

### Versão catarinense
Em 2010, estreia o Bola nas Costas de Santa Catarina. Até então, a emissora de Chapecó apenas retransmitia a versão gaúcha. Com o mesmo formato da versão original, contava com os integrantes Kleber Saboia (Bola), Marcos Espíndola, Rodrigo Padilha, Helton Luiz, Fabiano Moraes e Jordana Pires. Ia ao ar no mesmo horário e dia, segundas às 20h.

## Integrantes

### Rio Grande do Sul
- Marcos Piangers[3]
- Mr. Pi[4]
- Luciano Potter[4]
- Porã
- Duda Garbi[4]
- Leandro Bortholacci
- Ramiro Ruschel[4]
- Pedro Smaniotto[4]
- Eron Dalmolin[3]
- Rafael Malenotti
- Capu[5]
- Cagê Lisboa[5]
- Juliano Soares[5]
- Luciano Costa[3]
- Paula Alvim[3]
- Gerson Pont
- Arthur Gubert
- Rodrigo Adams

### Santa Catarina
- Kleber Sabóia[6]
- Marcos Castiel[6]
- Helton Luiz[6]
- Rodrigo Padilha
- Fabiano Moraes
- Jordana Pires

## Convidados
O programa toda semana contava com algum jogador de futebol, tanto pelo lado do Grêmio, tanto pelo lado do Internacional. Em Santa Catarina, com algum jogador de um dos times locais (Avaí e Figueirense).